# Hassan Ruvakuki
Hassan Ruvakuki är en burundisk journalist som arbetar för Radio France Internationales swahilispråkiga del och för radiostationen Bonesha FM. I november 2011 undersökte han en ny burundisk rebellgrupp. Han beskylldes för att vara medlem av gruppen och dömdes till livstids fängelse. Efter omfattande stöd från ett flertal organisationer förkortades hans straff till tre år. Han släpptes i mars 2013.